# Баджранг дал
Баджранг дал (англ. Bajrang Dal — «Армия Ханумана») — индийская ультраправая индуистская общественная организация, молодёжное крыло Вишва хинду паришад (ВХП). Основана 1 октября 1984 года в штате Уттар-Прадеш, но затем распространилась по всей Индии. Сама организация утверждает, что имеет более 1,3 млн членов. С июля 2010 года Баджранг дал возглавляет Субхаш Чоухан.
Слоганом организации является санскритская фраза sevā surakṣā sanskṛti, в переводе означающая «служение, безопасность и культура». Баджранг дал активно выступает за полный запрет убийства коров в Индии. Одной из основных целей организации является строительство (восстановление) храма на месте рождения бога Рамы в Айодхье, а также храма Каши Вишванатхи в Варанаси и храма Кришны в Матхуре (в настоящее время в этих священных для индусов местах паломничества стоят мечети, а земля поделена между индусами и мусульманами).